# Tourrettieae
Tourrettieae je mali biljni tribus iz porodice katalpovki. Sastoji se od dva američka roda penjačica sa ukupno 4 vrste iz Srednje i Južne Amerike.

## Etimologija
Tribus je dobio ime po tipičnom rodu Tourrettia.

## Opis
Opisan je u Die Natürlichen Pflanzenfamilien 4(3b): 250. 1894. 

## Rodovi
1. Tourrettia Foug. (1 sp.)
2. Eccremocarpus Ruiz & Pav. (3 spp.)